# Russell Mockridge
Russell Mockridge (n. 18 iulie 1928, Melbourne, Victoria, Australia – d. 13 septembrie 1958, City of Monash⁠(d), Victoria, Australia) a fost un ciclist australian, medaliat olimpic. A participat la 2 ediții ale Jocurilor Olimpice (1948, 1952) în care a câștigat două medalii de aur.